# Théâtre anatomique de Leyde

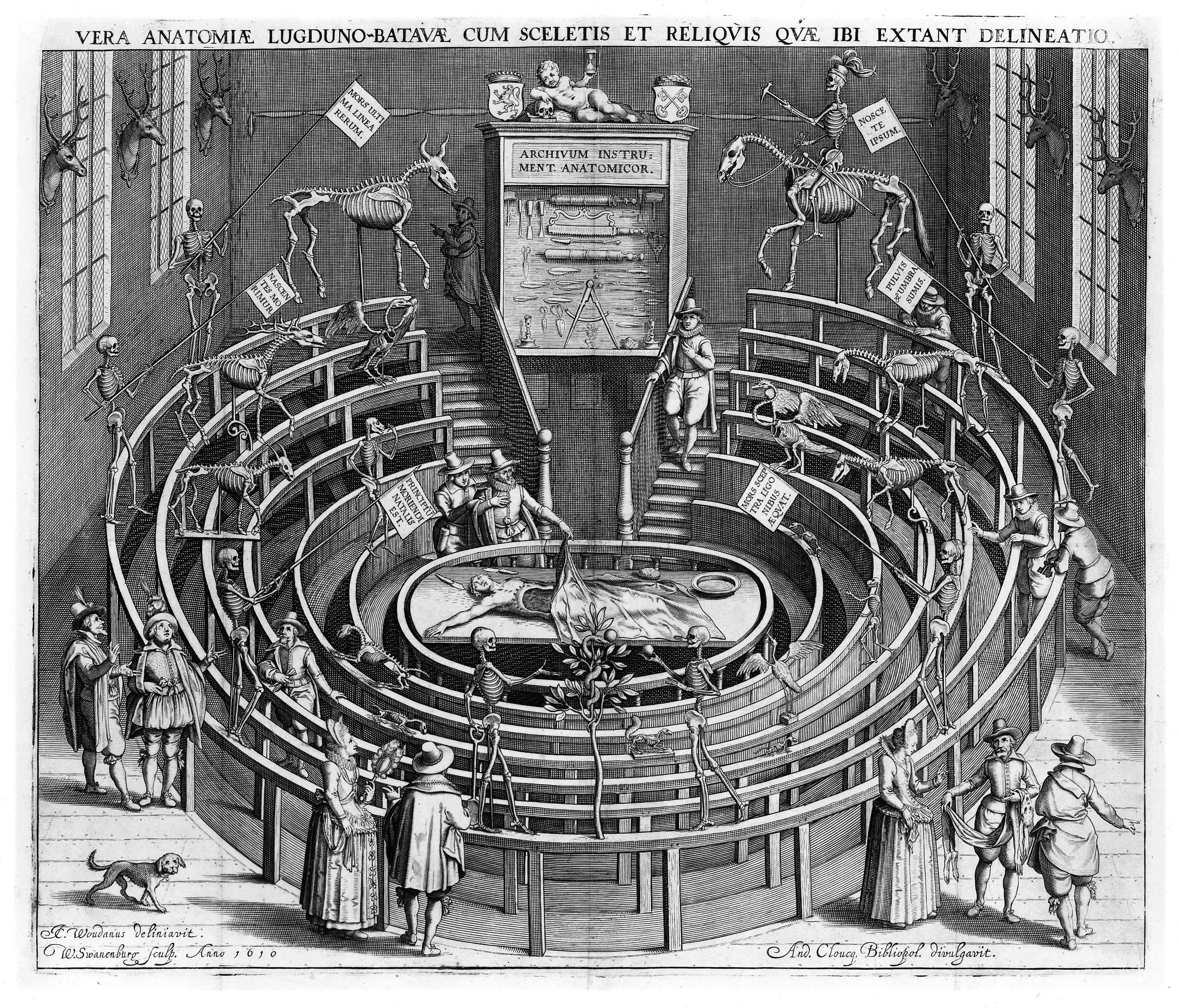
Gravure de 1612 représentant le théâtre anatomique de Leyde avec des squelettes humains et animaux dans les gradins prévus pour le public.

Le théâtre anatomique de Leyde est un théâtre anatomique que l'on trouvait à Leyde, aux Pays-Bas. Construit en 1593 à l'initiative de Pieter Pauw, ancien disciple de l'Italien Girolamo Fabrizi d'Acquapendente, il s'agissait de l'un des plus fameux édifices parmi tous ceux que l'on utilisait alors pour procéder à des dissections anatomiques en public durant les Temps modernes et au début de l'Époque contemporaine en Occident. Une reconstitution est visible au Musée Boerhaave.